# Dentaliidae
Dentaliidae is een familie van weekdieren uit de klasse van de Scaphopoda (tandschelpen).

## Geslachten
- Antalis H. Adams & A. Adams, 1854
- Coccodentalium Sacco, 1896
- Compressidentalium Habe, 1963
- Dentalium Linnaeus, 1758
- Eudentalium Pilsbry & Sharp, 1897
- Fissidentalium P. Fischer, 1885
- Graptacme Pilsbry & Sharp, 1897
- Lentigodentalium Habe, 1963
- Paradentalium Cotton & Godfrey, 1933
- Pictodentalium Habe, 1963
- Plagioglypta Pilsbry in Pilsbry & Sharp, 1898
- Schizodentalium G. B. Sowerby III, 1894
- Striodentalium Habe, 1964
- Tesseracme Pilsbry & Sharp, 1898